# Отто Гшвантлер
Отто Гшвантлер (13 квітня 1930 — 31 жовтня 2016) — австрійський філолог, керівник Інституту германістики Віденського університету. Спеціалізувався на вивченні ранньої германської літератури.

## Біографія
Отто Гшвантлер народився у Бріксен-ім-Тале у Тіролі, Австрія, 13 квітня 1930 року, третьою дитиною у сім'ї Антона й Анни Гшвантлерів. Його батько був шевцем. Він закінчив вісім класів у своєму рідному містечку. Гшвантлер спочатку опановував справу шевця у свого батька. Після навчання в гімназії та закінчення школи з відзнакою, вивчав німецьку, англійську мови й історію в Інсбруку. У 1952 році вступив до Мюнхенського університету Людвіга-Максиміліана, де навчався під керівництвом Отто Гефлера. Гшвантлер став близьким помічником свого наставника, якого він супроводжував до Віденського університету у 1957 році. У Відні Гшвантлер здобув ступінь доктора філософії, захистивши дисертацію про ранню германську літературу. За цю дисертацію президент Адольф Шарф нагородив його Sub auspiciis Praesidentis, що є найвищою відзнакою за академічні досягнення в Австрії. Гшвантлер був відомий своєю скромністю. У 1961 році він отримав річну стипендію в Уппсальському університеті. Він габілітувався під керівництвом Гефлера у 1971 році, захистивши дисертацію з германської філології. Разом із Гельмутом Бірханом і Петером Візінгером Гшвантлер належав до кола найближчих учнів Гефлера, які жартома себе називали «Drachenrunde» («клуб драконів»).
Гшвантлер був спеціалістом з «Едди», рунології, ранньої германської літератури та християнізації германських народів. Гшвантлер очолював Інститут германських досліджень Віденського університету до 1996 року. У 1992 році, після тривалих зусиль, Гшвантлеру вдалося створити скандинавістичні студії як окреме дослідження в університеті. Зрештою він пішов на пенсію як емерит, але продовжував викладати та досліджувати, зокрема на своєму рідному південнобаварському діалекті.
Гшвантлер був ревним католиком й активно займався гірським спортом. Він захворів на хворобу Паркінсона після дорожньо-транспортної пригоди, і протягом багатьох років про нього піклувалася його дружина Гертрауд. Гшвантлер помер у Відні 31 жовтня 2016 року у віці 86 років.

## Визнання
- 1971: Премія кардинала Інцера за гуманні досягнення[6]
- 1990: Лицарський хрест ордену Ісландського сокола[7]

## Вибіркові праці
- Christus, Thor und die Midgardschlange. In: Festschrift für Otto Höfler zum 65. Geburtstag. Hrsg. Helmut Birkhan und Otto Gschwantler. Bd. I, Wien 1968, S. 145—168.
- Versöhnung als Thema einer heroischen Sage. In: Beiträge zur Geschichte der deutschen Sprache und Literatur (West) 97 (1975), S. 230—262.
- Die Heldensage von Alboin und Rosimund. In: Festgabe für Otto Höfler zum 75. Geburtstag. Hrsg. Helmut Birkhan. Wien, Stuttgart 1976 (= Philologica Germanica 3), S. 214—254.
- Formen langobardischer mündlicher Überlieferung. In: Jahrbuch für Internationale Germanistik 11 (1979), S. 58–85.
- Älteste Gattungen germanischer Dichtung. In: Neues Handbuch der Literaturwissenschaft, Bd.6. Europäisches Frühmittelalter. Hgrs. Klaus von See. Wiesbaden 1985, S. 91–123.
- Zeugnisse zur Dietrichsage in der Historiographie von 1100 bis gegen 1350. In: Heldensage und Heldendichtung im Germanischen. Hrsg. Heinrich Beck. Berlin/New York 1988 (= Ergänzungsbände zum Reallexikon der Germanischen Altertumskunde 2), S. 35–80.
- Heldensage als Tragoedia. In: 2. Pöchlarner Heldenliedgespräch. Die historische Dietrichepik. Hrsg.: Klaus Zatloukal. (= Philologica Germanica 13). Wien 1992, S. 39–67.
- Runeninschriften als Quelle der Frömmigkeitsgeschichte. In: Runeninschriften als Quellen interdisziplinärer Forschung. In Zusammenarbeit mit Sean Nowak, Hrsg. Klaus Düwel. Berlin / New York 1998 (= Ergänzungsbände zum Reallexikon der Germanischen Altertumskunde 15), S. 738—765.
- Vollständige Bibliographie der wissenschaftlichen Schriften in: Otto Gschwantler, Heldensage und Bekehrungsgeschichte. Gesammelte Aufsätze zur germanischen Heldensage in der Historiographie des Mittelalters und zur Bekehrungsgeschichte Skandinaviens. Hrsg. Rudolf Simek, Wien 2010, S. 507—511.
- Heldensage in der Historiographie des Mittelalters. Wien, 1971